# The City of Masks
The City of Masks è un film muto del 1920 diretto da Thomas N. Heffron.

## Trama
Ogni mercoledì, nella parte bassa di New York, alcuni nobili ridotti in povertà si riuniscono in casa della duchessa di Camelford, meglio conosciuta come Deborah la sarta. Tra questi, si trova Eric Temple, un autista innamorato di Lady Jane Thorne. Jane, che lavora come governante presso la famiglia Smith-Parvis, viene aggredita da Stuyvesant, il figlio degli Smith-Parvis. La salva l'intervento di Eric che ferisce incidentalmente Stuyvesant.
Questi cerca la vendetta e progetta un piano per fare arrestare Eric: marca alcune banconote e accusa l'autista di furto. Eric viene arrestato ma è rilasciato in tempo per evitare che Stuyvesant rapisca la signorina Emsdale.
Si scopre che Eric è di stirpe regale. Può finalmente sposare Jane e ottenere un incarico di alto livello in una sede diplomatica.

## Produzione
Il film fu prodotto dalla Famous Players-Lasky Corporation.

## Distribuzione
Distribuito dalla Paramount Pictures e dalla Famous Players-Lasky Corporation, il film - presentato da Jesse L. Lasky - uscì nelle sale cinematografiche USA l'11 luglio 1920.